# Lista över Greklands utrikesministrar
| Namn                          | Från              | Till              | Parti                                                       |
| ----------------------------- | ----------------- | ----------------- | ----------------------------------------------------------- |
| Stephanos Skouloudis          | 1897              | 1897              | Nya partiet                                                 |
| Athos Romanos                 | 14 april 1899     | 24 november 1901  |                                                             |
| Alexandros Zaimis             | 25 november 1901  | 6 december 1902   |                                                             |
| Alexandros Skouzas            | 7 december 1902   | 27 juni 1903      |                                                             |
| Giorgios Theotokis            | 28 juni 1903      | 11 juli 1903      | Nationalistpartiet                                          |
| Dimitrios Rallis              | 11 juli 1903      | 19 december 1903  | Nationalistpartiet                                          |
| Athos Romanos                 | 19 december 1903  | 29 december 1904  |                                                             |
| Alexandros Skouzas            | 29 december 1904  | 21 juni 1905      |                                                             |
| Dimitrios Rallis              | 25 juni 1905      | 21 december 1905  | Nationalistpartiet                                          |
| Alexandros Skouzas            | 21 december 1905  | 21 juni 1908      |                                                             |
| Giorgios Baltazzis            | 5 juli 1908       | 20 juli 1909      |                                                             |
| Giorgios Christaki Zografos   | 29 juli 1909      | 28 augusti 1909   |                                                             |
| Kiriakoulis Mavromichalis     | 29 augusti 1909   | 31 januari 1910   | Militära ligan                                              |
| Dimitrios Kallergis           | 31 januari 1910   | 18 oktober 1910   |                                                             |
| Ioannis Griparis              | 18 oktober 1910   | 17 augusti 1912   |                                                             |
| Lambros Koromilas             | 30 augusti 1912   | 28 augusti 1913   |                                                             |
| Dimitrios Panas               | 31 augusti 1913   | 22 december 1913  |                                                             |
| Giorgios Streit               | 3 januari 1914    | 30 augusti 1914   |                                                             |
| Eleftherios Venizelos         | 30 augusti 1914   | 25 februari 1915  | Liberala partiet                                            |
| Georgios Christaki Zografos   | 9 april 1915      | 3 juli 1915       |                                                             |
| Dimitrios Gounaris            | 16 juli 1915      | 10 augusti 1915   |                                                             |
| Eleftherios Venizelos         | 23 augusti 1915   | 7 oktober 1915    | Liberala partiet                                            |
| Alexandros Zaimis             | 7 oktober 1915    | 7 november 1915   |                                                             |
| Stephanos Skouloudis          | 7 november 1915   | 22 juni 1916      |                                                             |
| Alexandros Zaimis             | 22 juni 1916      | 16 september 1916 |                                                             |
| Alexandros Karapanos          | 16 september 1916 | 9 oktober 1916    |                                                             |
| Eugenios Zalokostas           | 10 oktober 1916   | 21 april 1917     |                                                             |
| Alexandros Zaimis             | 3 maj 1917        | 27 juni 1917      |                                                             |
| Nikolaos Politis              | 27 juni 1917      | 18 november 1920  |                                                             |
| Dimitrios Rallis              | 18 november 1920  | 6 februari 1921   | Grekiska folkpartiet                                        |
| Nikolaos Kalogeropoulos       | 6 februari 1921   | 8 april 1921      |                                                             |
| Georgios Baltatzis            | 8 april 1921      | 19 mars 1922      |                                                             |
| Georgios Baltatzis            | 19 mars 1922      | 16 maj 1922       |                                                             |
| Nikolaos Stratos              | 16 maj 1922       | 22 maj 1922       |                                                             |
| Georgios Baltatzis            | 22 maj 1922       | 8 september 1922  |                                                             |
| Nikolaos Kalogeropoulos       | 10 september 1922 | 30 september 1922 |                                                             |
| Alexandros Papanastasiou      | 12 mars 1924      | 29 mars 1924      |                                                             |
| Georgios Roussos              | 2 april 1924      | 18 juni 1924      |                                                             |
| Konstantinos Rendis           | 18 juni 1924      | 24 juli 1924      |                                                             |
| Georgios Roussos              | 24 juli 1924      | 6 oktober 1924    |                                                             |
| Andreas Michalakopoulos       | 7 oktober 1924    | 26 juni 1925      |                                                             |
| Alexandros Chatzikyriakos     | 26 juni 1925      | 3 juli 1925       |                                                             |
| Konstantinos Rendis           | 3 juli 1925       | 21 oktober 1925   |                                                             |
| Alexandros Chatzikyriakos     | 21 oktober 1925   | 8 november 1925   |                                                             |
| Loukas Roufos                 | 8 november 1925   | 23 augusti 1926   |                                                             |
| Perikles Argyropoulos         | 26 augusti 1926   | 4 december 1926   |                                                             |
| Andreas Michalakopoulos       | 4 december 1926   | 4 juli 1928       |                                                             |
| Alexandros Karapanos          | 4 juli 1928       | 7 juni 1929       |                                                             |
| Perikles Argyropoulos         | 7 juni 1929       | 4 juli 1928       |                                                             |
| Andreas Michalakopoulos       | 5 juli 1929       | 26 maj 1932       |                                                             |
| Alexandros Papanastasiou      | 26 maj 1932       | 2 juni 1932       |                                                             |
| Andreas Michalakopoulos       | 5 juni 1932       | 31 oktober 1932   |                                                             |
| Ioannis Rallis                | 3 november 1932   | 16 januari 1933   |                                                             |
| Andreas Michalakopoulos       | 16 januari 1933   | 6 mars 1933       |                                                             |
| N. Mavroudis                  | 7 mars 1933       | 10 mars 1933      |                                                             |
| Dimitrios Maximos             | 10 mars 1933      | 3 mars 1935       |                                                             |
| Panagis Tsaldaris             | 3 mars 1935       | 27 mars 1935      | Grekiska folkpartiet                                        |
| Dimitrios Maximos             | 27 mars 1935      | 1 april 1935      |                                                             |
| Panagis Tsaldaris             | 1 april 1935      | 12 juli 1935      | Grekiska folkpartiet                                        |
| Dimitrios Maximos             | 13 juli 1935      | 10 oktober 1935   |                                                             |
| Ioannis Theotakis             | 10 oktober 1935   | 25 november 1935  | Grekiska folkpartiet                                        |
| Konstantinos Demertzis        | 30 november 1935  | 12 april 1936     |                                                             |
| Ioannis Metaxas               | 13 april 1936     | 27 januari 1941   |                                                             |
| Alexandros Korizis            | 29 januari 1941   | 18 april 1941     |                                                             |
| Emmanuel Tsouderos            | 21 april 1941     | 29 april 1941     |                                                             |
| George Papandreou             | 26 april 1944     | 29 april 1941     |                                                             |
| Ioannis Sofianopoulos         | 3 januari 1945    | 24 juli 1945      |                                                             |
| Petros Voulgaris              | 11 augusti 1945   | 19 augusti 1945   |                                                             |
| Ioannis Politis               | 19 augusti 1945   | 9 oktober 1945    |                                                             |
| Panayotis Kanellopoulos       | 1 november 1945   | 20 november 1945  | Nationella enhetspartiet                                    |
| Ioannis Sofianopoulos         | 21 november 1945  | 29 januari 1946   |                                                             |
| Konstantinos Rendis           | 29 januari 1946   | 1 april 1946      |                                                             |
| Konstantinos Tsaldaris        | 4 april 1946      | 5 januari 1950    | Grekiska folkpartiet                                        |
| Panayotis Pipinelis           | 7 januari 1950    | 22 mars 1950      |                                                             |
| Sofokles Venizelos            | 23 mars 1950      | 7 april 1950      | Liberala partiet                                            |
| Nikolaos Plastiras            | 15 april 1950     | 17 augusti 1950   | Nationella progressiva centerunionen                        |
| Sofokles Venizelos            | 21 augusti 1950   | 8 augusti 1951    | Liberala partiet                                            |
| Ioannis Politis               | 8 augusti 1951    | 27 oktober 1951   | Partilös                                                    |
| Sofokles Venizelos            | 27 oktober 1951   | 10 oktober 1952   | Liberala partiet                                            |
| Philippos Dragoumis           | 11 oktober 1952   | 18 november 1952  |                                                             |
| Stefanos Stefanopoulos        | 23 november 1952  | 6 oktober 1955    | Hellenistiska unionen                                       |
| Spyros Theotokis              | 6 oktober 1955    | 23 april 1956     | Hellenistiska unionen                                       |
| Evangelos Averoff             | 27 maj 1956       | 2 mars 1958       | Nationalradikala unionen                                    |
| Mihail Pesmazoglou            | 5 mars 1958       | 17 maj 1958       | Nationalradikala unionen                                    |
| Evangelos Averoff             | 17 maj 1958       | 20 september 1961 | Nationalradikala unionen                                    |
| Mihail Pesmazoglou            | 20 september 1961 | 4 november 1961   | Nationalradikala unionen                                    |
| Evangelos Averoff             | 4 november 1961   | 11 juni 1963      | Nationalradikala unionen                                    |
| Panayotis Pipinelis           | 19 juni 1963      | 28 september 1963 |                                                             |
| Pavlos Economou-Gouras        | 29 september 1963 | 6 november 1963   |                                                             |
| Sofokles Venizelos            | 8 november 1963   | 24 december 1963  | Centerunionen                                               |
| Christos Xanthopoulos-Palamas | 31 december 1963  | 18 februari 1964  |                                                             |
| Stavros Kostopoulos           | 18 februari 1964  | 15 juli 1965      | Centerunionen                                               |
| Giorgios Melas                | 15 juli 1965      | 5 augusti 1965    | Centerunionen                                               |
| Elias Tsirimokos              | 20 augusti 1965   | 11 april 1966     | Politisk vilde från Centerunionen Liberaldemokratisk Center |
| Stefanos Stefanopoulos        | 12 april 1966     | 11 maj 1966       | Liberaldemokratisk Center                                   |
| Ioannis Toumbas               | 11 maj 1966       | 21 december 1966  | Liberaldemokratisk Center                                   |
| Pavlos Economou-Gouras        | 22 december 1966  | 2 november 1967   |                                                             |
| Konstantinos Kollias          | 2 november 1967   | 20 november 1967  |                                                             |
| Panayotis Pipinelis           | 20 november 1967  | 20 juli 1970      |                                                             |
| Giorgios Papadopoulos         | 21 juli 1970      | 8 oktober 1973    |                                                             |
| Christos Xanthopoulos-Palamas | 8 oktober 1973    | 25 november 1973  |                                                             |
| Spyridon Tetenes              | 25 november 1973  | 8 juli 1974       |                                                             |
| Konstantinos Kypreos          | 8 juli 1974       | 24 juli 1974      |                                                             |
| Georgios Mavros               | 26 juli 1974      | 15 oktober 1974   | Centerunionen                                               |
| Dimitrios Bitsios             | 15 oktober 1974   | 28 november 1977  | Nationalradikala unionen                                    |
| Panayotis Papaligouras        | 28 november 1977  | 10 maj 1980       | Ny demokrati                                                |
| Giorgios Rallis               | 10 maj 1978       | 9 maj 1980        | Ny demokrati                                                |
| Konstantinos Mitsotakis       | 10 maj 1980       | 19 oktober 1981   | Ny demokrati                                                |
| Ioannis Haralambopoulos       | 21 oktober 1981   | 26 juli 1985      | PASOK                                                       |
| Károlos Papoúlias             | 26 juli 1985      | 1 juli 1989       | PASOK                                                       |
| Giorgios Papoulias            | 12 oktober 1989   | 23 november 1989  |                                                             |
| Antonis Samaras               | 23 november 1989  | 14 april 1992     | Ny demokrati                                                |
| Konstantinos Mitsotakis       | 14 april 1992     | 7 augusti 1992    | Ny demokrati                                                |
| Mihalis Papakonstandinou      | 7 augusti 1992    | 13 oktober 1993   | Ny demokrati                                                |
| Károlos Papoúlias             | 13 oktober 1993   | 22 januari 1996   | PASOK                                                       |
| Theodoros Pangalos            | 22 januari 1996   | 18 februari 1999  | PASOK                                                       |
| Giorgos Papandreou            | 19 februari 1999  | 13 februari 2004  | PASOK                                                       |
| Anastassios Giannitsis        | 13 februari 2004  | 10 mars 2004      | PASOK                                                       |
| Petros Molyviatis             | 10 mars 2004      | 15 februari 2006  | Ny demokrati                                                |
| Dora Bakoyannis               | 15 februari 2006  | 6 oktober 2009    | Ny demokrati                                                |
| Giorgos Papandreou            | 7 oktober 2009    | 7 september 2010  | PASOK                                                       |
| Dimitris Droutsas             | 7 september 2010  | 17 juni 2011      | PASOK                                                       |
| Stavros Lambrinidis           | 17 juni 2011      | 11 november 2011  | PASOK                                                       |
| Stavros Dimas                 | 11 november 2011  | 17 maj 2012       | Ny demokrati                                                |
| Petros Molyviatis             | 17 maj 2012       | 21 juni 2012      | Ny demokrati                                                |
| Dimitris Avramopoulos         | 21 juni 2012      | 25 juni 2013      | Ny demokrati                                                |
| Evangelos Venizelos           | 25 juni 2013      | 27 januari 2015   | PASOK                                                       |
| Nikolas Kotzias               | 27 januari 2015   | 28 augusti 2015   |                                                             |
| Petros Molyviatis             | 28 augusti 2015   | 23 september 2015 | Ny demokrati                                                |
| Nikolas Kotzias               | 23 september 2015 | 17 oktober 2018   | Syriza                                                      |
| Alexis Tsipras                | 17 oktober 2018   | 15 februari 2019  | Syriza                                                      |
| Georgios Katrougalos          | 15 februari 2019  | 8 juli 2019       | Syriza                                                      |
| Nikos Dendias                 | 9 juli 2019       |                   | Ny demokrati                                                |